# Platyrrhinodexia punctulata
Platyrrhinodexia punctulata är en tvåvingeart som beskrevs av Townsend 1927. Platyrrhinodexia punctulata ingår i släktet Platyrrhinodexia och familjen parasitflugor. Inga underarter finns listade i Catalogue of Life.